# Liste der Gebiete mit begrenzter Anerkennung als Staat

Einige Beispiele von Staaten mit begrenzter Anerkennung:
Kein UNO-Mitglied und von keinem UNO-Mitglied anerkannt
Kein UNO-Mitglied, aber von mindestens einem UNO-Mitglied anerkannt
UNO-Mitglied, aber von mindestens einem anderen UNO-Mitglied nicht anerkannt

Diese Liste sammelt verschiedene geopolitische Einheiten, die nicht von allen Mitgliedstaaten der Vereinten Nationen als selbständige Staaten anerkannt werden oder wurden.
Die meisten dieser Länder sind Teile einer Nation mit einer eigenen nationalen Identität, die sich von ihrem Mutterland abgespalten haben. Man bezeichnet sie daher als (englisch) „Break-away“-Staaten. Sie sind zwar nach der Drei-Elemente-Theorie Staaten, werden aber vom Großteil der etablierten Staaten nicht als solche anerkannt. Diese Länder werden im Deutschen als De-facto-Staaten bezeichnet.
Manche dieser Territorien sind selbstverwaltete autonome Regionen und/oder Protektorate mit militärischem Schutz und informellen diplomatischen Auslandsvertretungen durch einen anderen Staat.

## Aktuell

### Mitglieder der Vereinten Nationen mit eingeschränkter internationaler Anerkennung
- Armenien, von einem anderen UN-Staat nicht anerkannt (Pakistan)[1]
- Nordkorea, von einem anderen UN-Staat nicht anerkannt (Südkorea)
- Südkorea, von einem anderen UN-Staat nicht anerkannt (Nordkorea)
- Zypern, von einem anderen UN-Staat nicht anerkannt (Türkei)
- Volksrepublik China, von elf anderen UN-Staaten nicht anerkannt (Belize, Eswatini, Guatemala, Haiti, Marshallinseln, Palau, Paraguay, St. Kitts und Nevis, St. Lucia, St. Vincent und die Grenadinen, Tuvalu)[2]
- Israel, von 30 anderen UN-Staaten nicht anerkannt (von 18 nie anerkannt: Afghanistan, Algerien, Bangladesch, Brunei, Dschibuti, Indonesien, Irak, Jemen, Komoren, Kuwait, Libanon, Libyen, Malaysia, Nordkorea, Pakistan, Saudi-Arabien, Somalia, Syrien; von zwölf nicht mehr anerkannt: Belize, Bolivien, Iran, Katar, Kuba, Malediven, Mali, Mauretanien, Niger, Oman, Tunesien, Venezuela; siehe auch Internationale Anerkennung Israels)

### Nicht-Mitglieder der Vereinten Nationen mit eingeschränkter internationaler Anerkennung

#### Republik China (Taiwan)

Staaten mit diplomatischen Beziehungen zur Republik China (Taiwan)

Die  Republik China kontrolliert seit der Niederlage im Chinesischen Bürgerkrieg 1949 lediglich die Insel Taiwan sowie einige kleine Inseln. Durch die Resolution 2758 der UN-Generalversammlung vom 25. Oktober 1971 verlor sie einen großen Teil ihrer diplomatischen Anerkennung sowie den Sitz bei den Vereinten Nationen an die Volksrepublik China. Zurzeit wird die Republik China nur noch von elf Mitgliedstaaten der Vereinten Nationen offiziell anerkannt. Dazu wird sie vom UNO-Nichtmitgliedstaat Vatikanstadt als alleiniger Vertreter Chinas anerkannt. Sie unterhält jedoch nichtoffizielle Beziehungen zu den meisten Ländern durch Institutionen wie das Taipei-Wirtschafts-und-Kulturbüro (ebenso wie auch die Taiwan anerkennenden Staaten nichtoffizielle Beziehungen zur Volksrepublik China unterhalten).

#### Nordzypern
Die  Türkische Republik Nordzypern geht auf den Türkischen Bundesstaat von Zypern zurück, der 1975 im nördlichen Teil Zyperns ausgerufen worden war, nachdem 1974 türkische Truppen im Zypernkonflikt interveniert und den nördlichen Teil der Insel besetzt hatten. 1983 erklärte der Türkische Bundesstaat von Zypern unter dem Namen Türkische Republik Nordzypern seine Unabhängigkeit. Diese wird von einem UN-Mitgliedstaat, der Türkei, anerkannt. Ein Plan der Vereinten Nationen mit dem Ziel, die beiden zypriotischen Staaten zu vereinen, wurde 2004 in einem Referendum von der Bevölkerung der Türkischen Republik Nordzypern angenommen, jedoch von der Bevölkerung des von der Regierung der Republik Zypern kontrollierten Teiles der Insel abgelehnt. Weitere Versuche, eine Wiedervereinigung herbeizuführen, sind bislang erfolglos geblieben.

#### Westsahara
Die  Demokratische Arabische Republik Sahara kontrolliert einen Rest der Westsahara, ein seit dem Rückzug Spaniens 1976 von Marokko – anfangs teilweise auch von Mauretanien – beanspruchtes und weitgehend verwaltetes Gebiet. Die Republik wurde 1976 von der Frente Polisario ausgerufen und wird von derzeit 48 Staaten anerkannt. (Unter diesen Staaten befindet sich aber weder Spanien noch irgendeine andere Großmacht oder irgendein europäischer Staat.) Die DARS ist ein vollwertiges Mitglied der Afrikanischen Union, jedoch erkennt auch die Mehrheit der AU-Einzelstaaten die Republik noch nicht (oder zwischenzeitlich wieder nicht) an. Die Hoheitsansprüche sind ungeklärt, und die Vereinten Nationen streben mittels der Mission MINURSO ein Referendum an, um die Lage zu klären. Seit 1991 besteht ein von der UN überwachter Waffenstillstand.

#### Palästina
Der  Staat Palästina (bestehend aus dem Westjordanland und dem Gazastreifen) wurde 1988 ausgerufen und wird von derzeit 147 Staaten anerkannt. Bei der UNO hat der Staat seit 2012 einen Beobachterstatus. Ein Teil des beanspruchten Staatsgebiets ist von Israel militärisch besetzt.

#### Abchasien und Südossetien

Staaten (grün), die die Republiken Abchasien und Südossetien (rot) anerkennen

Die  Republik Abchasien und die  Republik Südossetien sind selbst ausgerufene De-facto-Regime auf dem Staatsgebiet von Georgien.
Nach der Besetzung des unabhängigen Georgiens durch das bolschewistische Russland 1921 wurden die Gebiete zunächst von Georgien getrennt (siehe Georgisch-Südossetischer Konflikt (1918–1920)), 1931 jedoch innerhalb der Sowjetunion als Abchasische ASSR und Südossetisches Autonomes Gebiet in die Georgische SSR eingegliedert. Nach dem Ende der UdSSR riefen Südossetien 1991 und der Oberste Sowjet Abchasiens 1992 die Unabhängigkeit aus, was zu einem Krieg führte. Der Waffenstillstand vom Juni 1994 hat im Wesentlichen standgehalten, Abchasien sowie Südossetien de jure unter, de facto aber außerhalb der Kontrolle der Regierung Georgiens belassen.
2008 kam es erneut zu einer militärischen Auseinandersetzungen mit Unterstützung Russlands (siehe Kaukasuskrieg 2008). Anschließend wurde die Unabhängigkeit Abchasiens und Südossetiens international von folgenden Nationen anerkannt, aber die Anerkennung teils wieder zurückgezogen:
- am 26. August 2008 von Russland,
- am 5. September 2008 von Nicaragua,[6]
- am 10. September 2009 von Venezuela,[7]
- am 15. Dezember 2009 von Nauru,[8]
- am 23. Mai 2011 von Vanuatu (2013 zurückgezogen),
- am 18. September 2011 von Tuvalu (2014 zurückgezogen),
- am 29. Mai 2018 von Syrien.

#### Cookinseln und Niue

Staaten mit diplomatischen Beziehungen zu Niue

Staaten mit diplomatischen Beziehungen zu den Cookinseln

Die  Cookinseln und  Niue sind zwei selbstverwaltete Territorien in Ozeanien. Beide gehörten ehemals Neuseeland, wurden aber 1993 von Neuseeland als unabhängig anerkannt und stehen seither nur noch in freier Assoziierung mit Neuseeland.
Deutschland hat die Cookinseln im März 2001 als selbständigen Staat anerkannt. Diplomatische Beziehungen zwischen beiden Ländern wurden am 11. September 2001 aufgenommen. Der deutsche Botschafter in Wellington ist auch auf den Cookinseln akkreditiert. Insgesamt haben 52 Staaten bis Dezember 2018 die Cookinseln als selbständigen Staat anerkannt, darunter zudem Australien, Brasilien, China und die Schweiz.
Niue ist eine parlamentarische Monarchie im Commonwealth of Nations. Bis September 2016 haben 20 Staaten Niue als selbständigen Staat anerkannt, darunter bislang kein deutschsprachiger Staat.

#### Islamisches Emirat Afghanistan
Das  Islamische Emirat Afghanistan (1996–2001, seit 2021) wird nur von Russland anerkannt. Die Regierung der Taliban bemüht sich seit der erneuten Machtübernahme 2021 vergeblich um eine weiterreichende Anerkennung sowie den Sitz Afghanistans bei den Vereinten Nationen. Diesen hält seit 2004 die  Islamische Republik Afghanistan.
Bei seiner ersten Existenz war das Emirat noch von drei Staaten anerkannt: Pakistan, Saudi-Arabien und den Vereinigten Arabischen Emiraten. Alle anderen Staaten betrachteten während des Afghanischen Bürgerkriegs die Regierung von Präsident Burhānuddin Rabbāni ( Islamischer Staat Afghanistan) als legitime Vertretung Afghanistans.

#### Kosovo

Staaten, die die Republik Kosovo anerkennen (grün) bzw. die die Anerkennung zurückgezogen haben (rot)

Die  Republik Kosovo agiert seit dem Kosovokrieg 1999 unter der Übergangsverwaltungsmission der Vereinten Nationen im Kosovo (UNMIK) unabhängig von Serbien auf Basis der Resolution 1244 des Weltsicherheitsrats. Die vormals serbische Provinz hat sich am 17. Februar 2008 einseitig für unabhängig erklärt. Die Unabhängigkeit wird bisher von 117 Mitgliedstaaten der Vereinten Nationen anerkannt.

### Staaten ohne Anerkennung durch ein Mitglied der Vereinten Nationen
- Die  Republik Transnistrien ist der Teil der Republik Moldau östlich des Flusses Dnister und seit 1990 ein selbsternannter, teilweise funktionsfähiger Staat ohne internationale Anerkennung irgendeines UN-Mitgliedstaates. Die Bevölkerung besteht in der Mehrzahl aus Russen und Ukrainern im Gegensatz zur Gesamtheit Moldaus, dessen Bevölkerung mehrheitlich aus Moldauern besteht. Die Republik ist Teil der Gemeinschaft nicht-anerkannter Staaten, deren Mitgliedstaaten einander anerkennen. Transnistrien hat mehrmals um eine Aufnahme in die Russische Föderation gebeten.
- Die  Republik Somaliland befindet sich im Nordwesten Somalias. Im Mai 1991 riefen Politiker im Norden eine unabhängige Republik Somaliland aus, die mittlerweile fünf der achtzehn Verwaltungsregionen von Somalia umfasst. Dies entspricht dem Britischen Somaliland, welches sich zwischen Äthiopien, Dschibuti, Puntland und dem Golf von Aden erstreckte.
- Bei manchen autonomen Regionen, die bislang nicht die Unabhängigkeit ausgerufen haben, ist der Grad der Autonomie dermaßen hoch, dass umstritten ist, ob sie als De-facto-Staaten betrachtet werden könnten. Hierzu zählen bspw.
  - der Gazastreifen im Staat Palästina (siehe Fatah-Hamas-Konflikt) oder
  - die Autonome Region Kurdistan im Irak.
- Viele weitere De-facto-Staaten haben bisher nicht den Wunsch nach internationaler Anerkennung geäußert, bspw.
  - der  Wa-Staat in Myanmar,
  -  Rojava in Syrien (seit 2012, siehe Bürgerkrieg in Syrien),
  - die Gebiete unter der Kontrolle der Huthi im Jemen (siehe Bürgerkrieg im Jemen).
- Es existiert eine Vielzahl weiterer De-facto-Staaten in Regionen aktiver oder ruhender militärischer Konflikte, die als Abspaltung eines gescheiterten Staates entstanden. Teilweise sind diese aber flächenmäßig sehr klein und/oder sehr instabil und werden daher selten als eigenständige Staaten betrachtet:
  - die Herrschaftsgebiete der vielen verschiedenen Rebellengruppen im Bürgerkrieg im Osten des Kongo,
  - die Gebiete der verschiedenen Rebellengruppen im Bürgerkrieg in der Zentralafrikanischen Republik (seit 2012),
  - die Gebiete der verschiedenen Konfliktparteien im Bürgerkrieg in Libyen seit 2014,
  - die Gebiete der südjemenitischen Separatisten,
  - Al-Qaida (AQAP) im Jemen,
  - die Gebiete von Al-Shabaab in Somalia,
  - Daesh in Somalia (siehe Somalischer Bürgerkrieg).
- Ebenfalls umstritten ist die Einordnung als Staat bei Mikronationen, die meist von einer kleinen Gruppe von Menschen (meist 2–15 Personen) gegründet wurden, sowie bei isolierten Völkern.

## Historisch
Nachfolgend aufgelistet sind wichtige Beispiele nicht mehr existierender Gebiete mit begrenzter Anerkennung als Staat.

### Staaten mit eingeschränkter internationaler Anerkennung
- Rhodesien war eine britische Kolonie, die 1965 einseitig ihre Unabhängigkeit erklärte, was – ebenso wie die Ausrufung der Republik 1970 – nur von Südafrika anerkannt wurde. Nach Verhandlungen zwischen der weißen Minderheitsregierung und moderaten schwarzen Führern wurde 1979 daraus Simbabwe-Rhodesien, das bis zur Ausrufung der Republik Simbabwe 1980 ebenso international nicht anerkannt war.
- Biafra kontrollierte ein Gebiet im Osten Nigerias von der Abspaltung im Mai 1967 bis zur endgültigen militärischen Niederlage der Streitkräfte Biafras im Januar 1970. Es wurde von vier afrikanischen Staaten (Elfenbeinküste, Gabun, Sambia, Tansania) sowie Haiti anerkannt.
- Von Südafrika während der Apartheid in formelle Unabhängigkeit entlassene Homelands (auch Bantustan genannt), die ausschließlich von Südafrika und den jeweils anderen drei Homelands anerkannt waren. Sie waren faktisch vollständig von Südafrika abhängig und sind seit dem Ende der Apartheid 1994 wieder integraler Teil Südafrikas:
  -  Transkei (1976–1994)
  -  Bophuthatswana (1977–1994)
  -  Venda (1979–1994)
  -  Ciskei (1981–1994)
- Volksrepublik Kampuchea (1979–1989), nach der vietnamesischen Invasion und Besetzung und der Niederlage der Roten Khmer in Kambodscha von der vietnamesischen Okkupationsmacht errichtet. Nur einige Ostblockstaaten erkannten diese an, wohingegen die UN, China und die meisten anderen Staaten weiterhin das gestürzte Demokratische Kampuchea der Roten Khmer anerkannten.
- Tschetschenische Republik Itschkerien (1996–1999). Die vormalige Tschetschenische ASSR erklärte 1991 als Tschetschenische Republik Itschkeria ihre Unabhängigkeit von der Sowjetunion und Russland. Seit dem Zweiten Tschetschenienkrieg ist sie wiedereingegliedert in Russland. Eine Exilregierung besteht jedoch fort. Am 18. Oktober 2022 erkannte die Werchowna Rada der Ukraine die tschetschenische Republik Itschkerien als vorübergehend von Russland besetzt an und verurteilte den Völkermord am tschetschenischen Volk.[11]
- Republik Krim (11. – 18. März 2014), wurde nur von Russland anerkannt, nach Auffassung Russlands bildete das Gebiet anschließend den russischen Föderationskreis Krim, der seit dem 28. Juli 2016 zum Kreis Südrussland gehört. Die Ukraine erachtet die Halbinsel weiterhin als Teil ihres Staatsgebiets.
- „Neurussland“ (s. u.):
  -  Volksrepublik Donezk
  -  Volksrepublik Lugansk, beide wurden im April 2014 zu Beginn des Kriegs in der Ukraine ausgerufen. Völkerrechtlich sind die Gebiete Teil der Ukraine (Oblast Donezk bzw. Oblast Luhansk), jedoch unterhielten sie von Russland gestützte Milizen, eine eigene Infrastruktur (auch wenn viele Geschäfte und Unternehmen wie der Flughafen Donezk wegen des Kriegs zerstört sind) und eigene Verwaltungsstrukturen. Die „Volksrepubliken“ strebten (nach Vorbild der Annexion der Krim 2014) seit ihrer Proklamation den Beitritt zur Russischen Föderation an. Am 21. Februar 2022 unterzeichnete der russische Präsident Wladimir Putin ein Dekret, durch das die „Volksrepubliken“ Donezk und Lugansk von Russland als unabhängige Staaten anerkannt wurden,[12] einen Tag danach folgte Syrien, zudem sprach Nordkorea am 13. Juli seine Anerkennung aus.[13] Nach Scheinreferenden erklärte Wladimir Putin am 30. September 2022 die Annexion der „Volksrepubliken“ Donezk und Lugansk sowie der ebenfalls besetzten ukrainischen Oblaste Cherson und Saporischschja. Die Annexionen werden international nicht anerkannt.[14]

### Staaten ohne die gewünschte internationale Anerkennung
- Katanga erklärte 1960 die Unabhängigkeit von der kurz zuvor von Belgien unabhängig gewordenen Republik Kongo. Die Sezession war Hauptursache der Kongokrise. Trotz Unterstützung durch Belgien wurde Katanga von keinem Staat anerkannt; 1963 wurde die abtrünnige Provinz von UN-Truppen erobert und die Sezession beendet.
- Volksrepublik Kongo, wurde auf dem Höhepunkt der Simba-Rebellion am 7. September 1964 in Stanleyville, dem heutigen Kisangani, von lumumbistischen Rebellen ausgerufen. Die Rebellen erhielten zwar Unterstützung aus dem sozialistischen Lager, allerdings keine diplomatische Anerkennung. Der Aufstand wurde bis Dezember 1964 von Regierungstruppen niedergeschlagen.[15]
- Tamil Eelam, Bezeichnung für die während des Bürgerkriegs in Sri Lanka (1983–2009) unter Verwaltung der Liberation Tigers of Tamil Eelam (LTTE) stehenden Gebiete im Norden und Osten Sri Lankas. International wurde das Staatsgebilde von keinem Staat anerkannt; die LTTE wurden von vielen Staaten als Terrororganisation betrachtet.
- Gagausien (1990–1994), heute Teil der Republik Moldau.
- Bougainville (Republik der Nördlichen Salomonen) (1990–1997) unterzeichnete einen Friedensvertrag mit Papua-Neuguinea, welcher der Insel, abhängig von einem Referendum zur Unabhängigkeit innerhalb einer Dekade, Autonomie verschaffen sollte.
- Republik Arzach, bis 2017 Republik Bergkarabach, unabhängiger Staat in Bergkarabach, der seit den 1990er Jahren existierte. Er war mehrheitlich von Armeniern bewohnt. Im September 2023 verlor die Regierung durch eine Invasion Aserbaidschans die Herrschaft über das Staatsgebiet an Aserbaidschan und verkündete in der Folge die Auflösung der Republik zum Jahreswechsel 2023/2024, die jedoch als ohne Rechtsgrundlage zurückgenommen wurde.[16]
- Republik Serbische Krajina (1991–1995), heute ein Teil von Kroatien.
- Republika Srpska (1992–1995), heute eine der beiden Entitäten des Bundesstaates Bosnien und Herzegowina.
- Mohéli (1997–1998) ist heute Teil der Komoren.
- Anjouan (1997–2002) ist heute Teil der Komoren.
- Azawad in Mali erklärte am 6. April 2012 seine Unabhängigkeit, wurde von keinem Staat anerkannt und Anfang 2013 von malischen Truppen mit massiver französischer Hilfe zurückerobert.
- Föderative Staat Neurussland (24. Mai 2014 – 18. Mai 2015), Union zwischen der Volksrepublik Donezk und der Volksrepublik Lugansk. Im Mai 2015 wurde das Projekt für beendet erklärt.[17][18]
- Islamischer Staat (2014–2017), abgekürzt IS, bezeichnet neben der gleichnamigen, als Terrorgruppe eingestuften Organisation, auch ein von dieser am 29. Juni 2014 in Syrien und im Irak ausgerufenes Kalifat. In den von der Organisation eroberten Gebieten entwickelten sich neben militärischen bald auch zivile staatliche Strukturen. Das Kalifat wurde jedoch von keinem anderen Staat anerkannt. In laufender militärischer Auseinandersetzung mit regulären syrischen oder irakischen Armeeverbänden, gegnerischen Rebellenmilizen und internationalen Streitkräften verlor der IS bis zum Herbst 2017 die Kontrolle über sämtliche größeren Städte, zuletzt auch über das als Hauptstadt des Kalifats fungierende Rakka.

### Staaten, die nie den Wunsch nach internationaler Anerkennung äußerten
- Republik Kurdistan (22. Januar – 16. Dezember 1946), war ein Staat, der um die Stadt Mahabad im Iran ausgerufen wurde. Das Gebiet ist heute Teil des Iran.
- Süd-Kasai, beanspruchte von Juni 1960 bis Ende 1961 regionale Autonomie innerhalb der Demokratischen Republik Kongo.
- Kachin-Staat, der nördlichste Staat von Myanmar und wird seit 1962 von der Kachin Independence Organization (KIO) kontrolliert, ist jedoch von keinem Land diplomatisch anerkannt. Die KIO und die Union Myanmar formalisierten 1994 den Status quo durch die Schaffung der „Kachin State Special Region #1“, welche noch immer Teil der Union Myanmar ist, de facto jedoch von der KIO kontrolliert wird.
- Auf dem Gebiet der heutigen Republik Aserbaidschan in den 1990er Jahren vorübergehend entstandene autonome Gebilde:
  -  Autonome Republik Nachitschewan (1990–1991), heute Teil von Aserbaidschan.
  -  Autonome Talysch-Mugan-Republik (ausgerufen 1993), heute Teil von Aserbaidschan.
- Adscharien, nominell eine Autonome Republik innerhalb Georgiens, befand sich 1991–2004 de facto ausschließlich unter der Kontrolle seiner Republikregierung, außerhalb des Einflussbereiches der georgischen Zentralregierung, ohne jedoch formell den Status eines unabhängigen Staates zu beanspruchen. Heute ist es wieder Autonome Republik im Staatsverband Georgiens.
- Auf dem Gebiet des heutigen Bosnien und Herzegowina zur Zeit der Jugoslawienkriege vorübergehend entstandene autonome Gebilde:
  -  Kroatische Republik Herceg-Bosna (1993–1994; zuvor 1992–1993 Kroatische Gemeinschaft Herceg-Bosna), beanspruchte den Status eines autonomen Teilstaates, was jedoch von der international anerkannten Regierung der Republik Bosnien und Herzegowina abgelehnt wurde. Mit der Gründung der Föderation Bosnien und Herzegowina im Jahre 1994 wurde sie als eigenständige politische Einheit offiziell aufgelöst.
  - Autonome Provinz Westbosnien (1993–1995) beanspruchte den Status eines autonomen Teilstaates, was jedoch von der international anerkannten Regierung der Republik Bosnien und Herzegowina abgelehnt wurde.
- Auf dem Gebiet des gescheiterten Staats Somalia ab 1991 entstandene autonome Gebilde, die sich als Teilstaaten eines gemeinsamen Bundesstaats Somalia verstanden, obwohl ein solcher zum Zeitpunkt ihrer Gründung noch gar nicht existierte und bis zu dessen Entstehung ab 2012 sie entweder schon untergegangen waren oder nicht anerkannt und in andere Bundesstaaten integriert wurden:
  -  Awdalland (1995 und 2009) wurde im äußersten Nordwesten durch Gegner des Somaliland-Regimes und in Ablehnung dessen Politik der Abspaltung von einem gemeinsamen somalischen Staat gegründet, jedoch ohne die von Somaliland auf das Gebiet ausgeübte De-facto-Kontrolle dauerhaft in Frage stellen zu können. Gleiches gilt für das etwas später mit Anspruch auf etwa dasselbe Gebiet und mit vergleichbarer politischer Zielrichtung gegründete Saylac & Lughaya State of Somalia (2011).
  -  Jubaland (1998–2001), getragen von der Somalischen Patriotischen Bewegung. Die Neugründung als Jubaland State of Somalia im Jahr 2013 ist ein Bundesstaat der Bundesrepublik Somalia.
  -  Südwestsomalia (2002–2005), getragen von der Rahanweyn-Widerstandsarmee. Die Neugründung im Jahr 2014 als South West State ist heute ein Bundesstaat der Bundesrepublik Somalia.
  -  Maakhir State of Somalia (2007–2009), wurde von seiner Regierung mit Puntland vereinigt, ohne dass der heutige Bundesstaat Puntland über dieses auch vom nach Unabhängigkeit strebenden Somaliland beanspruchte Gebiet dauerhafte Kontrolle erlangen konnte. Im südlichen Teil des umstrittenen Gebiets wurde der  Northland State of Somalia (2008) ausgerufen. Die politischen Strömungen bzw. Clanstrukturen, die hinter diesen beiden Gründungen standen, sind auch für den 2012 in der gleichen Region gegründeten und mit unklarem Status noch weiter existierenden Khatumo State of Somalia verantwortlich.
  -  Himan und Heeb State of Somalia (2010–2015) wurde an den heutigen Bundesstaat Galmudug angeschlossen.
  - Hiiraan State of Somalia (2010–2015). Von Clanführern und Militärs in Nairobi gegründet, die in der betreffenden somalischen Region aber nur eine von mehreren nach Vorherrschaft strebenden Kriegsparteien bildeten. Seit 2015 beteiligt sich das De-facto-Regime von Hiiraan mit Anführern der Nachbarregion Middle Shabelle an der Bildung des neuen somalischen Bundesstaats Hirshabelle.
  -  Azania State of Somalia (2011–2013). Vom südlichen Nachbarn Kenia unterstützte Gründung für das Gebiet des vormaligen Jubaland, die im Jahr 2013 im heutigen Bundesstaat Jubaland aufgegangen ist.